# 21-es busz (Veszprém, 2019)
A veszprémi 21-es jelzésű autóbusz a Kádártai úti forduló és Veszprém vasútállomás között közlekedett az 1-es autóbusz vonalának kiágazásaként. A járatot a V-Busz üzemeltette.

## Története
A 21-es jelzésű járatot a V-Busz első menetrend-módosításakor vezették be 2019. február 18-án. A buszjárat az Iparváros és Házgyári út, illetve a Haszkovó lakótelep keleti része között napi 3 alkalommal, a reggeli, a délutáni, valamint az esti műszakváltásokkor közlekedik. Az ellenkező irányban a 20-as jelzésű busz jár.
2019. december 15-étől nem közlekedik.

## Útvonala
| Kádártai úti forduló → Iparváros → Belváros → Veszprém vasútállomás |
| --- |
| Kádártai úti forduló vá. – Kádártai út – Hold utca – Haszkovó utca – Jutasi út – Veszprém vasútállomás – Jutasi út – Házgyári út – Henger utca – Pápai út – Völgyhíd tér – Szent István völgyhíd – Dózsa György utca – Óvári Ferenc út – Megyeház tér – Brusznyai Árpád utca – Mindszenty József utca – Jutasi út – Haszkovó utca – Aradi vértanúk utca – Aulich Lajos utca – Jutasi út – Veszprém vasútállomás vá. |

## Megállóhelyei
Az átszállási kapcsolatok között az ellentétes irányban közlekedő 10-es és 20-as buszok, valamint a 21-es autóbuszéval megegyező útvonalon közlekedő 1-es busz nincsen feltüntetve.
| 0  | Kádártai úti forduló végállomás  |                                                                           |
| 1  | Bolgár Mihály utca               | 5, 6, 8, 13                                                               |
| 2  | Fecske utca                      | 11, 13                                                                    |
| 3  | Őrház utca                       | 3, 11, 13                                                                 |
| 4  | Haszkovó utca                    | 3, 4, 4A, 7, 7A, 11, 14E                                                  |
| 5  | Laktanya                         | 2, 3, 4, 11, 18                                                           |
| 7  | Aulich Lajos utca                | 2, 3, 4, 11, 18                                                           |
| 9  | Veszprém vasútállomás            | 2, 3, 4, 5, 11, 14E Helyközi buszok Veszprém                              |
| 12 | Jutaspusztai elágazás            | 4, 5, 18                                                                  |
| 13 | Komfort                          | 18 Helyközi buszok                                                        |
| 14 | Agroker                          | 18                                                                        |
| 15 | Posta-garázs                     | 18                                                                        |
| 17 | Házgyár                          | 3 Helyközi buszok                                                         |
| 19 | Piramis utca                     | 8, 18 Helyközi buszok                                                     |
| 21 | Henger utca / Ipar utca          | 8, 18 Helyközi buszok                                                     |
| 21 | Pápai út / Henger utca           | 8, 18 Helyközi buszok                                                     |
| 23 | Pápai úti forduló                | 8, 18                                                                     |
| 24 | Pápai út 25.                     | 3, 5, 8, 12, 13, 25 Helyközi buszok Távolsági járatok                     |
| 26 | Völgyhíd tér                     | 3, 5, 8, 12, 13, 25                                                       |
| 28 | Harmat utca                      | 2, 3, 5, 8, 25                                                            |
| 30 | Színház                          | 2, 3, 4, 4A, 5, 6, 8, 13, 14E, 25 Helyközi buszok Távolsági járatok       |
| 32 | Hotel                            | 2, 3, 4, 4A, 5, 6, 7, 7A, 12, 13, 14E, 22, 25                             |
| 34 | Veszprém autóbusz-állomás        | 2, 3, 4, 4A, 7, 7A, 12, 13, 14E, 22, 23 Helyközi buszok Távolsági járatok |
| 36 | Petőfi Sándor utca               | 2, 3, 4, 4A, 7, 7A, 13                                                    |
| 37 | Jutasi út 61.                    | 2                                                                         |
| 38 | Jutasi úti lakótelep             | 2 Helyközi buszok                                                         |
| 39 | Laktanya                         | 2, 3, 4, 4A, 6, 7, 7A, 8, 11, 18                                          |
| 40 | Aradi vértanúk utca              | 6, 8, 18                                                                  |
| 41 | Deák Ferenc iskola               | 6, 8, 18                                                                  |
| 42 | Penny Market                     | 18                                                                        |
| 43 | Láhner György utca               | 18                                                                        |
| 45 | Veszprém vasútállomás végállomás | 2, 3, 4, 5, 11, 14E Helyközi buszok Veszprém                              |